# Alexander, North Dakota
Alexander är en ort (city) i McKenzie County i delstaten North Dakota i USA. Orten hade 319 invånare, på en yta av 3,24 km² (2020). Den har fått sitt namn efter politikern Alexander McKenzie.

## Kända personer från Alexander
- Arthur A. Link, guvernör i North Dakota 1973–1981